# Eriolaena stocksii
Eriolaena stocksii là một loài thực vật có hoa trong họ Cẩm quỳ. Loài này được Hook.f. & Thomson ex Mast. mô tả khoa học đầu tiên năm 1874.